# Toxorhina phoracaena
Toxorhina phoracaena är en tvåvingeart som beskrevs av Alexander 1966. Toxorhina phoracaena ingår i släktet Toxorhina och familjen småharkrankar.
Artens utbredningsområde är Ecuador. Inga underarter finns listade i Catalogue of Life.